# Mogangella secundaria
Mogangella secundaria är en insektsart som beskrevs av Dlabola 1958. Mogangella secundaria ingår i släktet Mogangella och familjen dvärgstritar. Inga underarter finns listade i Catalogue of Life.